# 邓肯·姚
邓肯·姚（英語：Duncan Yao，1995年9月14日—），加拿大男子羽毛球運動員。

## 簡歷
2018年8月，邓肯·姚出戰美國羽毛球國際系列賽，與余智華合作贏得男子雙打比賽冠軍。同年10月，二人又在聖多明哥羽毛球公開賽贏得男子雙打比賽冠軍。

## 主要比賽成績
只列出曾進入準決賽的國際賽事成績：
| 年份   | 賽事                         | 公開賽級別 | 項目     | 拍檔      | 成績   |
| ------ | ---------------------------- | ---------- | -------- | --------- | ------ |
| 2012年 | 泛美洲青年羽毛球錦標賽       | 其他       | 混合團體 | －        | 亞軍   |
| 2012年 | 泛美洲青年羽毛球錦標賽       | 其他       | 男子雙打 | Benny Lin | 亞軍   |
| 2013年 | 泛美洲青年羽毛球錦標賽       | 其他       | 混合團體 | －        | 冠軍   |
| 2013年 | 泛美洲青年羽毛球錦標賽       | 其他       | 男子單打 | －        | 季軍   |
| 2013年 | 泛美洲青年羽毛球錦標賽       | 其他       | 男子雙打 | Benny Lin | 冠軍   |
| 2018年 | 泛美洲羽毛球男女子團體錦標賽 | 其他       | 男子團體 | －        | 冠軍   |
| 2018年 | 美國羽毛球國際系列賽         | 國際系列賽 | 男子雙打 | 余智華    | 冠軍   |
| 2018年 | 墨西哥羽毛球國際賽           | 國際系列賽 | 男子雙打 | 余智華    | 準決賽 |
| 2018年 | 危地馬拉羽毛球國際系列賽     | 國際系列賽 | 男子雙打 | 余智華    | 準決賽 |
| 2018年 | 聖多明哥羽毛球公開賽         | 國際系列賽 | 男子雙打 | 余智華    | 冠軍   |
| 2019年 | 泛美洲羽毛球混合團體錦標賽   | 其他       | 混合團體 | －        | 冠軍   |

| 2007-2017年 | 首要超級賽 | 超級賽 | 黃金大獎賽 | 大獎賽 | 國際挑戰賽 | 國際系列賽 | 未來系列賽 | 其他 |

| 2018-2026年 | 總決賽 | 超級1000賽 | 超級750賽 | 超級500賽 | 超級300賽 | 超級100賽 | 國際挑戰賽 | 國際系列賽 | 未來系列賽 | 其他 |

### 奧運會和世錦賽參賽紀錄
|          | 搭檔   | 2019 |
| -------- | ------ | ---- |
| 男子雙打 | 余智華 | 48強 |